# Ə̰̀
Cette page contient des caractères spéciaux ou non latins. S’ils s’affichent mal (▯, ?, etc.), consultez la page d’aide Unicode.
Ə̰̀ (minuscule : ə̰̀), appelé schwa accent grave tilde souscrit, est un graphème utilisé dans l’écriture du mango. Il s’agit de la lettre schwa diacritée d’un accent grave et d’une tilde souscrit.

## Utilisation
Le ə̰̀ est utilisé dans l’orthographe du mango, représentant une voyelle moyenne centrale nasalisée avec un ton bas, par exemple dans ḭ̀yə̰̀, « laisser ».

## Représentations informatiques
Le schwa accent grave tilde souscrit peut être représenté avec les caractères Unicode suivants :
- décomposé et normalisé NFD (latin étendu B, alphabet phonétique international, diacritiques) :

| formes    | représentations | chaînes de caractères | points de code       | descriptions                                                                      |
| --------- | --------------- | --------------------- | -------------------- | --------------------------------------------------------------------------------- |
| capitale  | Ə̰̀               | Ə◌̰◌̀                   | U+018F U+0330 U+0300 | lettre majuscule latine schwa diacritique tilde souscrit diacritique accent grave |
| minuscule | ə̰̀               | ə◌̰◌̀                   | U+0259 U+0330 U+0300 | lettre minuscule latine schwa diacritique tilde souscrit diacritique accent grave |

## Sources
- Dodom Ndildongar Fidele, Loubeta Miclo, Gaston Altoloum et John M. Keegan, Lexique mango, Cuenca, Morkeg Books, coll. « The Sara Language Project », 2014, 3e éd. (présentation en ligne, lire en ligne)